# Orchestra Sinfonica metropolitana di Tokyo
L'Orchestra Sinfonica metropolitana di Tokyo (東京都交響楽団?, Tōkyō-to Kōkyō Gakudan), anche conosciuta come Tokyō (都響?), è una delle orchestre sinfoniche rappresentative del Giappone. L'Orchestra fu fondata nel 1965 dal Governo metropolitano di Tokyo per commemorare le Olimpiadi di Tokyo (Olimpiadi estive del 1964).
I loro uffici hanno sede presso il Tokyo Bunka Kaikan, sede di concerti di proprietà del governo metropolitano di Tokyo. Si esibiscono regolarmente al Tokyo Bunka Kaikan e alla Suntory Hall. Occasionalmente si esibiscono anche nella Concert Hall del Tokyo Metropolitan Theatre, un'altra sede di proprietà della Tokyo.
Tradizionalmente l'Orchestra esegue le opere di Gustav Mahler come una parte importante del proprio repertorio. Hiroshi Wakasugi, Eliahu Inbal e Gary Bertini hanno eseguito tutte le sinfonie di Mahler con l'orchestra.

## Lista dei direttori
- Kazushi Ono (2015–) Direttore musicale
- Eliahu Inbal (2008-2014) Direttore principale
- James DePreist (2005–2008) Direttore permanente
- Gary Bertini (1998–2005) Direttore musicale
- Kazuhiro Koizumi (1995–1998) Direttore principale
- Hiroshi Wakasugi (1986–1995) Direttore musicale
- Jean Fournet (1983–1986) Direttore ospite permanente
- Moshe Atzmon (1978–1983) Consigliere musicale e Direttore principale
- Akeo Watanabe (1972–1978) Direttore musicale e Direttore permanente
- Tadashi Mori (1967–1972) Direttore musicale e Direttore permanente
- Heinz Hofmann (1965–1967) Direttore musicale e Direttore permanente